# Andrzej Twarowski
Andrzej Twarowski (ur. 17 lipca 1971 w Warszawie) – polski dziennikarz i komentator sportowy.

## Kariera
W latach 1996–2017 oraz ponownie od 2018 roku związany ze stacją Canal+. Wcześniej zaliczył epizody w „Gazecie Wyborczej”, „Expressie Wieczornym”, a także w radiowej „Trójce”. W roli komentatora debiutował w spotkaniu I ligi polskiej pomiędzy Wisłą Kraków a ŁKS-em Łódź (3:2) 17 listopada 1996 roku. Po krótkim pobycie w internetowym radiu „zapinamypasy.pl” powrócił do Canal+ w lipcu 2018 roku.
Twarowski specjalizuje się w relacjonowaniu piłki nożnej, ze szczególnym uwzględnieniem ligi angielskiej. Często tworzył duet komentatorski razem z Rafałem Nahornym.  
Był współgospodarzem programu Liga+ Extra (z Tomaszem Smokowskim i Krzysztofem Marciniakiem), prowadził również Ligę+. Oba programy są nadawane na antenach sportowych Canal+. Ponadto cyklicznie zajmował się prowadzeniem studia telewizyjnego w ramach meczów Ligi Mistrzów UEFA. W latach 2020–2022 był jednym z prowadzących programu Jej wysokość Premier League, również emitowanego przez Canal+. 
Od listopada 2022 do maja 2025 komentował mecze Premier League w serwisie streamingowym Viaplay Polska. Do 2024 komentował tam także spotkania Ligi Europy UEFA i Ligi  Konferencji UEFA. W serwisie prowadzi jeszcze magazyn o Premier League. 
10 października 2018 roku Andrzej Twarowski został ambasadorem marki TOTALbet.
19 stycznia 2024 roku dołączył do redakcji sportowej, internetowego Kanału Zero, założonego przez dziennikarza Krzysztofa Stanowskiego.
W sierpniu 2025 ponownie po trzech latach wrócił do Canal+ Sport, gdzie będzie komentował mecze Premier League od sezonu (2025/2026).